# Dòu É Yuān
Dòu É Yuān (竇娥冤), ossia L'ingiustizia subita da Dou E o L'ingiustizia subita dalla signora Dou, conosciuto anche come o Neve di mezza estate (六月雪S, Liùyuè xuěP) è il titolo di un dramma scritto dal drammaturgo cinese Guan Hanqing.

## Trama
La protagonista di questa storia è una ragazza che subisce continuamente minacce e violenze da due uomini, padre e figlio. Un giorno il figlio decide di uccidere il suo rivale in amore, quindi fa bollire un veleno e, dopo averlo somministrato al padre, questi muore. Per scagionarsi, accusa la ragazza di omicidio; questa viene subito processata e condannata a morte. Però, dopo l'esecuzione (che avviene in agosto) accade un fatto straordinario: dal cielo cade una leggera neve, chiamata appunto "neve d'agosto", e grazie a ciò il popolo capisce che la ragazza era innocente e che è stata condannata ingiustamente.